# اسمیرتازاپین
اسمیرتازاپین (انگلیسی: Esmirtazapine) اسمیرتازاپین (ORG-50,081) دارویی است که توسط Organon برای درمان بی‌خوابی و علائم و ازوموتور (مانند گرگرفتگی) مرتبط با یائسگی در دست توسعه بود.  اسميرتازاپين انانتيومر (S)-(+) ميرتازاپين است و داراي فارماكولوژي كلي مشابهي است، از جمله اثرات آگونيست معكوس در گيرنده هاي H1 و 5-HT2 و اعمال آنتاگونيستي در گيرنده هاي α2-آدرنرژيك.